# Janův Důl (Liberec)
Janův důl (německy Johannesthal) je devátou z místních částí statutárního města Liberce. Je tvořen jediným katastrálním územím Janův Důl u Liberce a sousedí s místními částmi Františkov, Jeřáb, Horní Růžodol, Dolní Hanychov a Karlinky.

## Historie
Janův Důl je jednou z nejmladších libereckých částí. Vznikl na území tehdejšího Růžodolu na pozemcích odkoupených od osmi libereckých měšťanů. Na takto získaném místě na levém břehu Janovodolského potoka nechal regent panství Karel Kristián Platz Ehrentalu postavit pro majitele panství Jana Václava Gallase (1671–1719 prvních 30 domků. Takto vzniklá osada byla pojmenována na počest hraběte Gallase Johannesthal (česky Janův Důl). Rok poté bylo postaveno na protějším břehu dalších 32 usedlostí. Všechny měly jednotný vzhled, pravidelné rozmístění, na každém bylo namalováno domovní znamení a mezi nimi zasazena lípa nebo jasan. De facto se jednalo o dělnickou (tkalcovskou) protokolonii, která jako celek představovala rozptýlenou manufakturu.
Protože byly domky poměrně drahé, zatížené povinnostmi vůči vrchnosti a přilehlé polnosti neměly dostatečnou rozlohu aby své obyvatele uživily, bylo třeba sem obyvatelstvo přesídlit – a to někdy i násilím. Obec byla nazvána podle majitele panství Jana Václava Gallase. Její obyvatelé se věnovali punčochářství, tkaní lnu a bavlny.

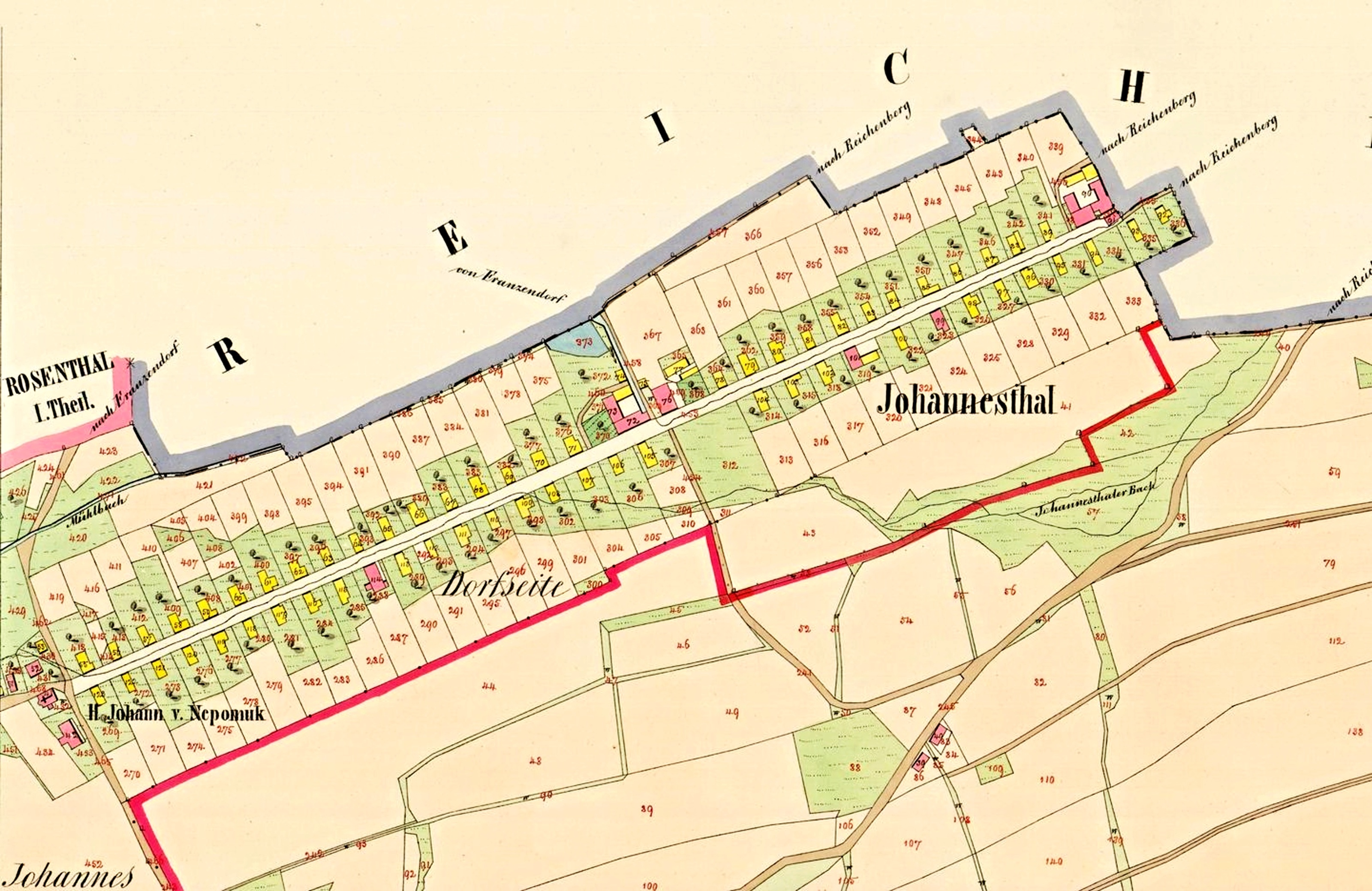
Janův Důl na mapě Stabilního katastru z roku 1843

V roce 1716 byl na horním konci obce zbudován kostelík zasvěcený Janu Nepomuckému (tehdy ještě nesvatořečenému) a blízko něj byla postavena církevní škola, která se tak stala jednou z prvních na Liberecku. Škola byla posléze rozšířena o dvoutřídní obecnou školu, kterou navštěvovalo v roce 1822 205 žáků z Janova Dolu, Františkova a Karlinek. Kvůli dětem hornorůžodolským musela být škola roku 1873 rozšířena o další třídu a za další tři roky kvůli nařízení zemské školní rady dosáhl počet tříd šesti. Když byly školy zřízeny i v okolních obcích, začal počet žáků klesat, až roku 1939 dosáhl pouhých 95 dětí. Dnes již školní budova neslouží svému účelu. Stejně tak i kostel, který v zchátralém stavu koupil soukromník, opravil fasádu a pak jej pronajal jako obchod s nápoji.
Po Bitvě u Liberce roku 1757 byla za janovodolským kostelíkem pohřbena část padlých vojáků a v obci samotné byl zřízen pruský lazaret. Mezi raněnými vojáky vypukl skvrnitý tyfus, jemuž do června 1758 podlehlo také 44 místních obyvatel. Druhé vlně choroby podlehlo dalších 59 osob. Po celou zimu 1778 byl v okolí obce rozložen regiment hraběte Kinského.
Dne 23. srpna 1813 za napoleonských válek došlo na místě dnešní školy k potyčce rakouských husarů s francouzskými oddíly. Další vojenské oddíly musela obec ubytovat 24. června 1866, kdy do ní přitáhly dva regimenty pruské infantérie o 1500 mužích. Tyto oddíly do obce zavlekly epidemii cholery, jíž podlehlo 17 obyvatel. Mrtví byli opět pochování za kostelem – Janův Důl získal vlastní hřbitov až roku 1835 a sloužil mu do svého zrušení roku 1940.
Od roku 1846 spojovala Janův Důl s Libercem silnice, její výstavbu po deseti letech přerušila stavba hlavního městského nádraží a železniční trati Liberec–Pardubice. Přes nádraží byla roku 1888 postavena kovová lávka, která sloužila pěším až do roku 1990. Obec měla od roku 1900 i vlastní železniční stanici Horní Růžodol-Janův Důl ležící však těsně za hranicemi jejího katastru na území Horního Růžodolu. Další koleje vedly do městských jatek. Od roku 1903 je Janův Důl spojen okresní silnicí (dnešní Kubelíkova ulice) s Františkovem a Horním Růžodolem.
Po reorganizaci obecní správy roku 1850 byl Janův Důl na třicet let spojen s Horním Růžodolem, osamostatnil se až roku 1880 a jeho prvním představitelem se stal továrník Franz Herkner. Zastupitelstvo obce mělo 24 členů, v roce 1919 v něm získali sociální demokraté sedmnáct mandátů, již po čtyřech letech je však porazilo německé volební společenství se dvanácti mandáty a komunisté s deseti. Za starostování Franze Schmidta od roku 1923 do 1939 byl zakryt Janovodolský potok, rozšířeno osvětlení a obec napojena na vodovod. Dne 1. května 1939 byl Janův Důl připojen k Velkému Liberci a stal se jeho IX. čtvrtí. Součástí města zůstal i po válce.

## Fotogalerie

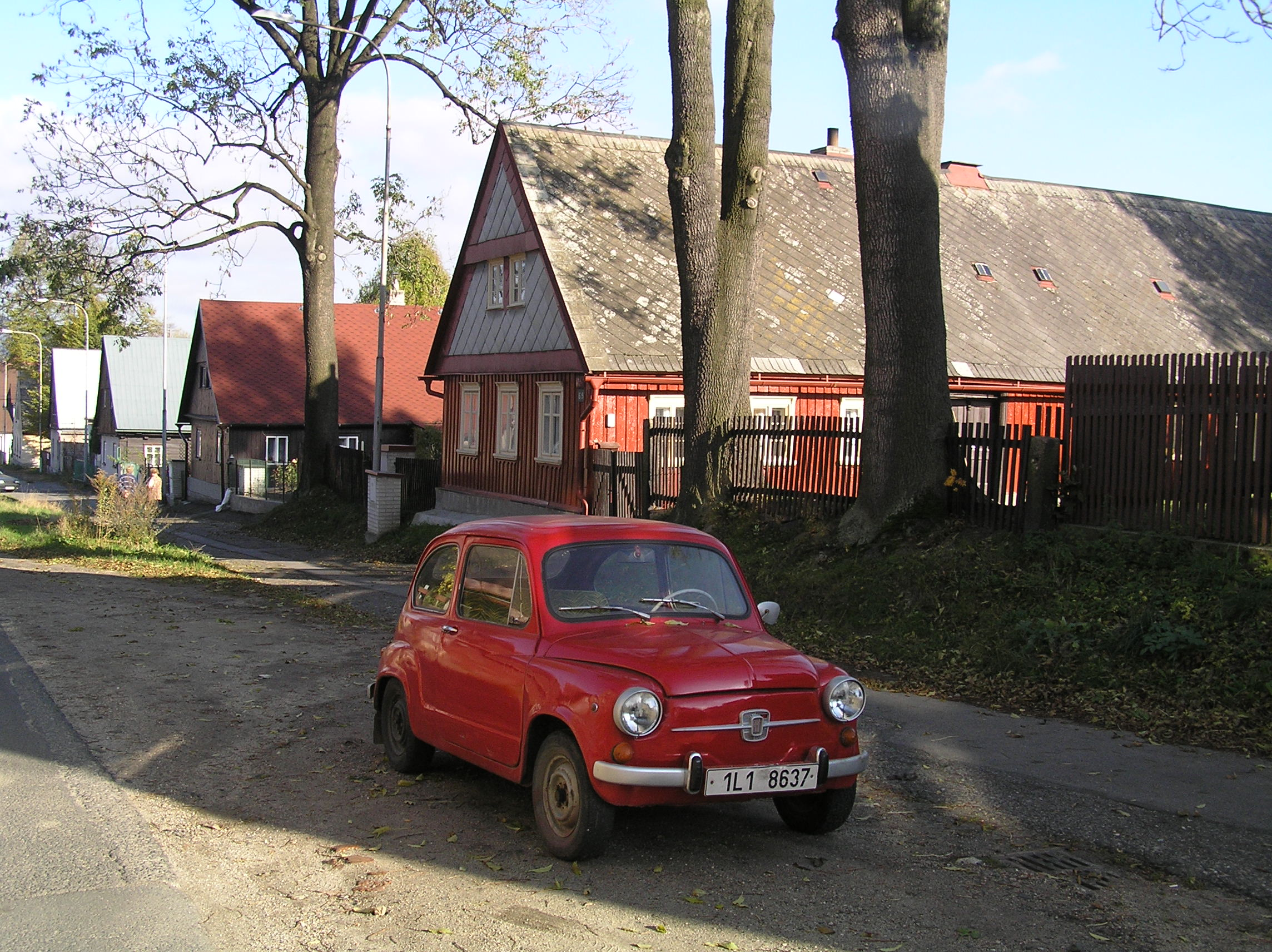
Hlavní ulice původní vsi Johannesthal, dnešní Volgogradská ulice
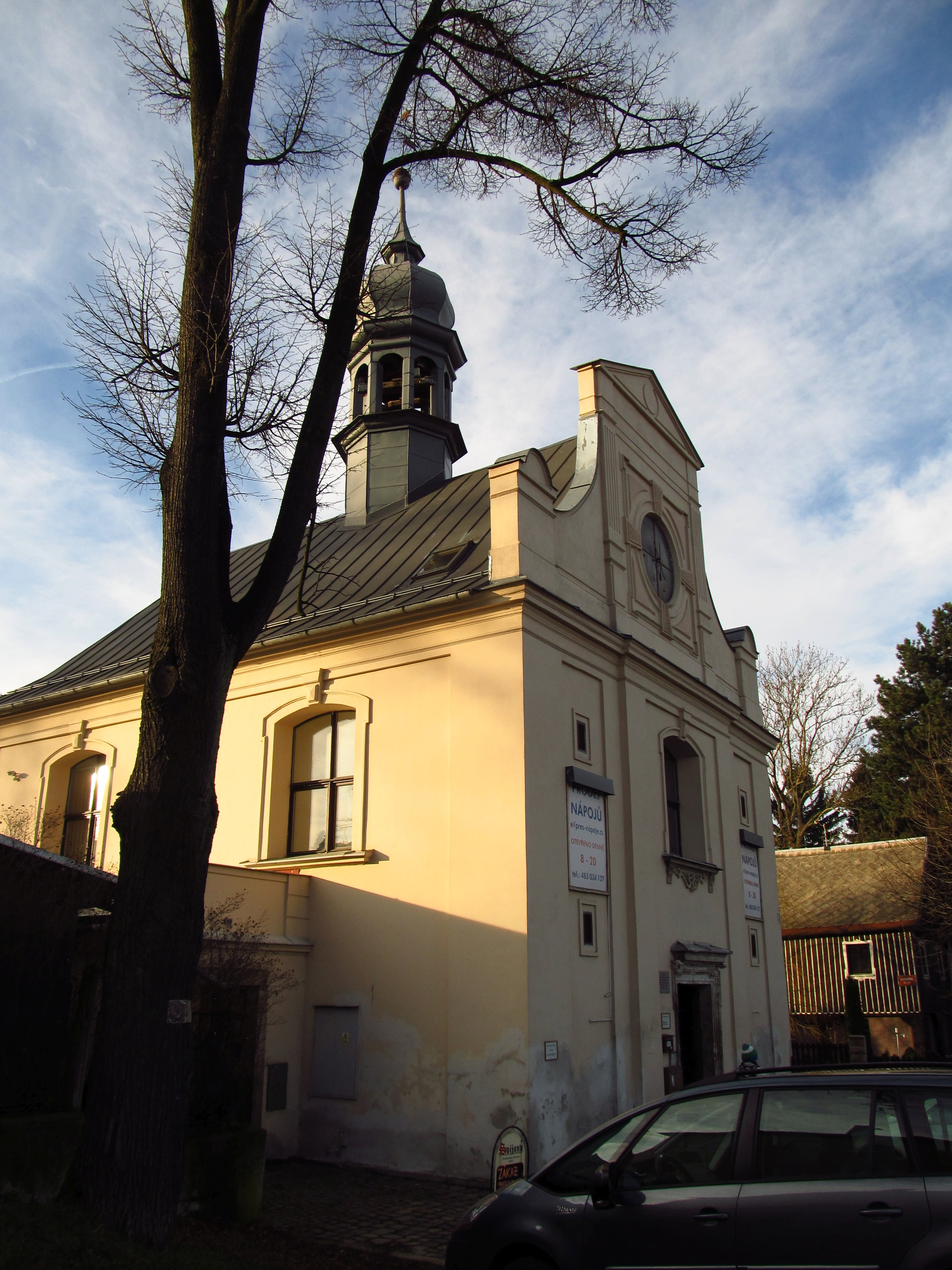
Kostel sv. Jana Nepomuckého
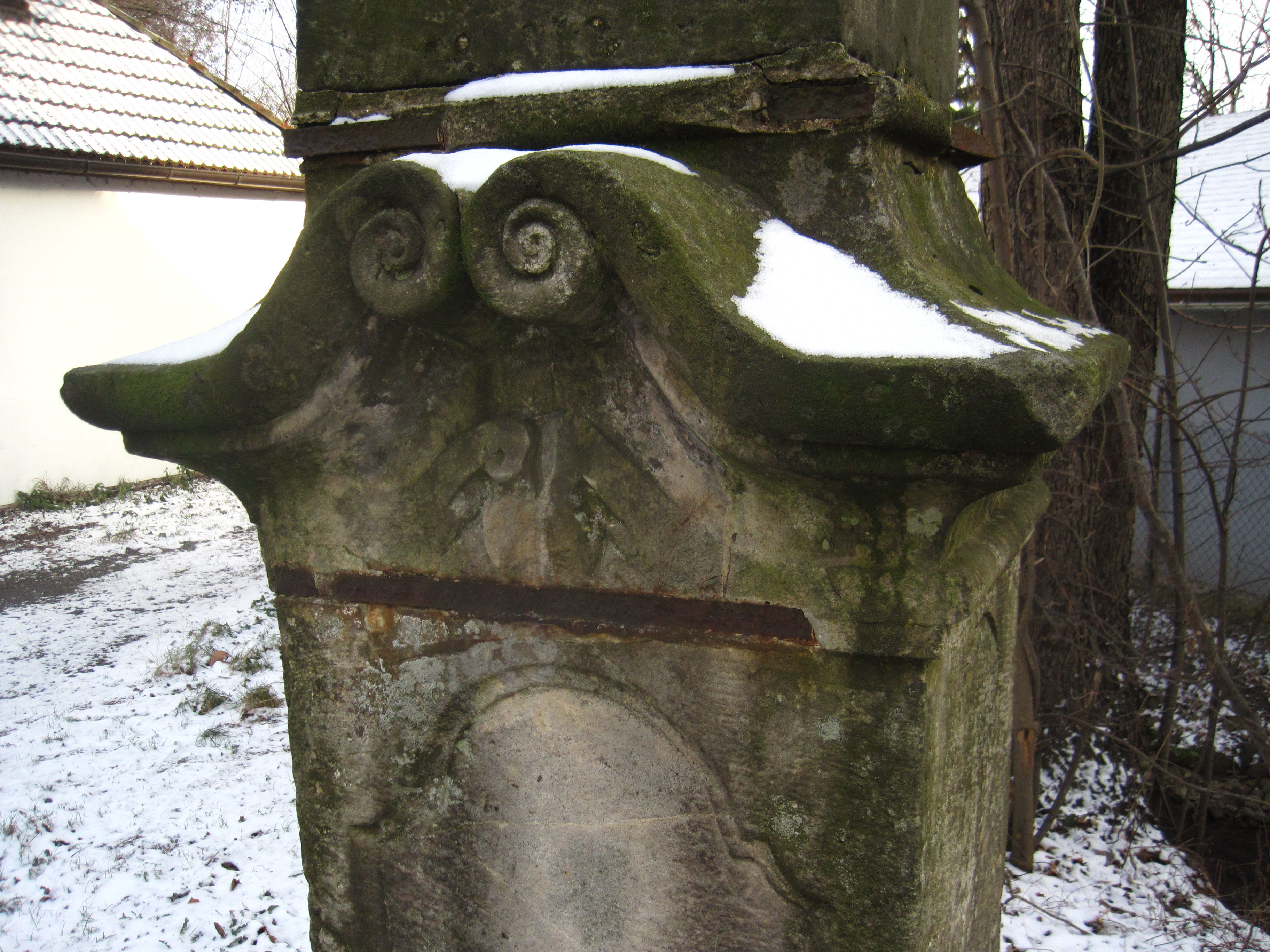
Památkově chráněný kříž v Kubelíkově ulici (detail)
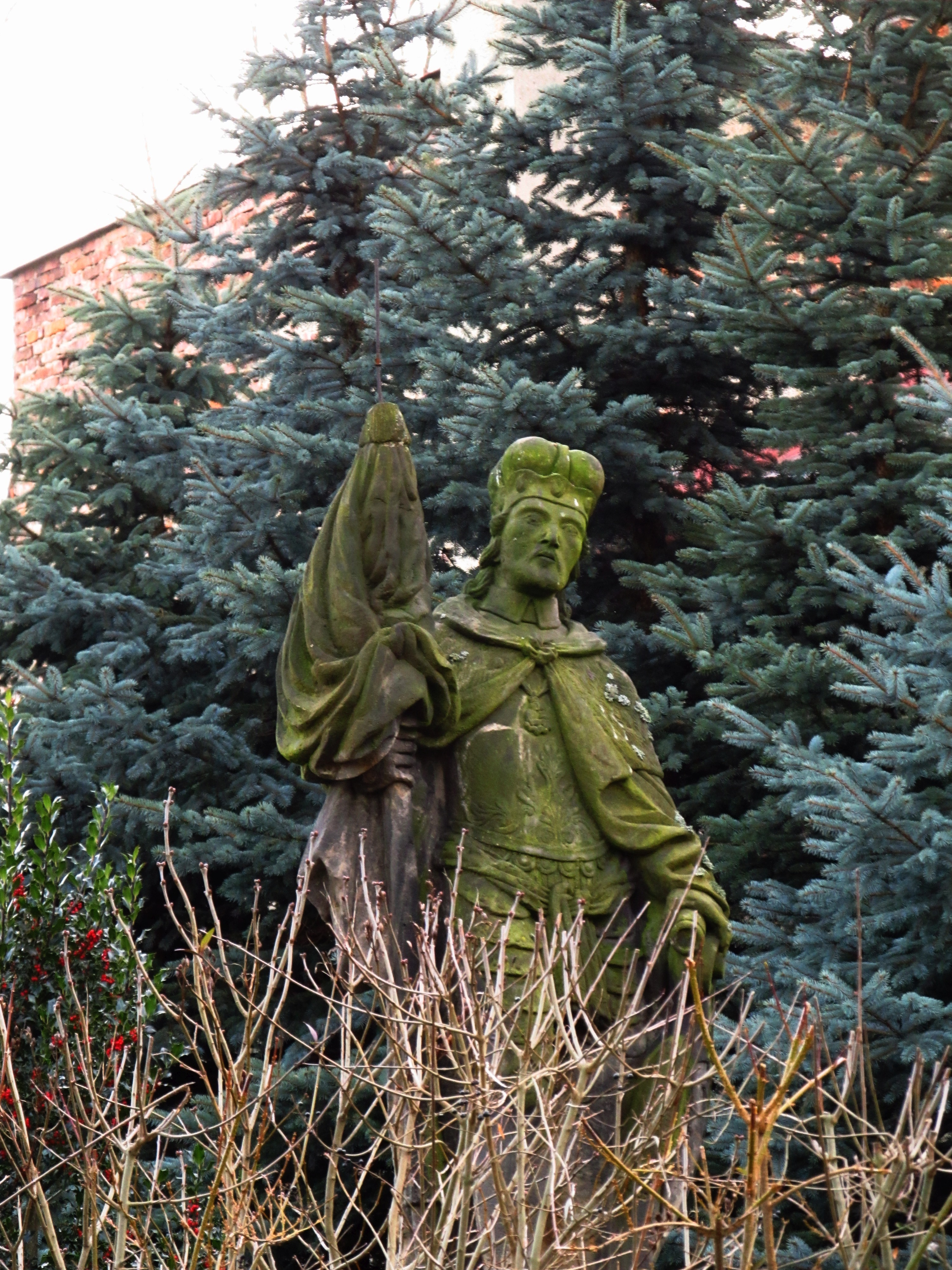
Socha sv. Václava v dolní části Volgogradské ulice
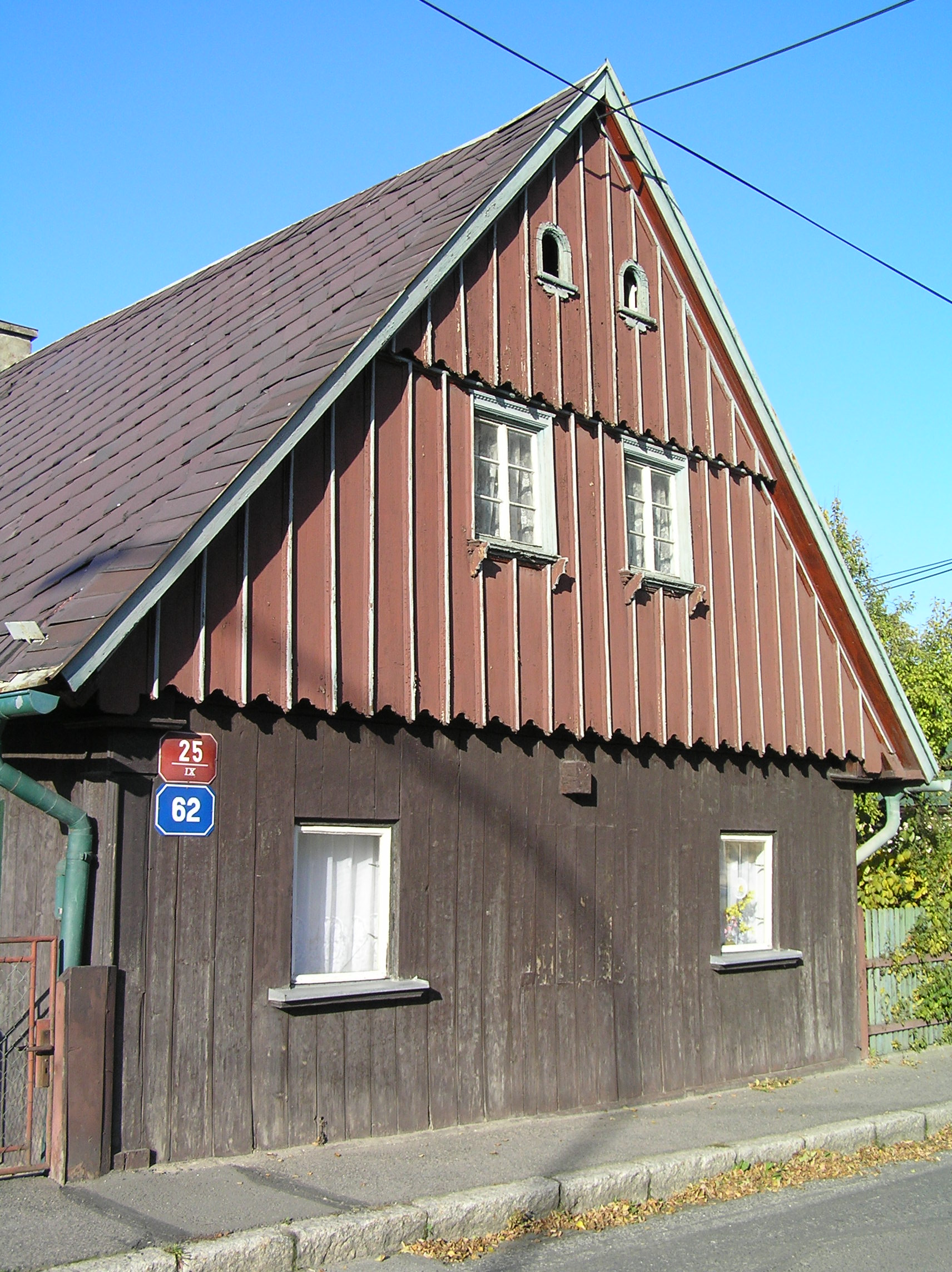
Chalupa v ul. Volgogradská 25/62
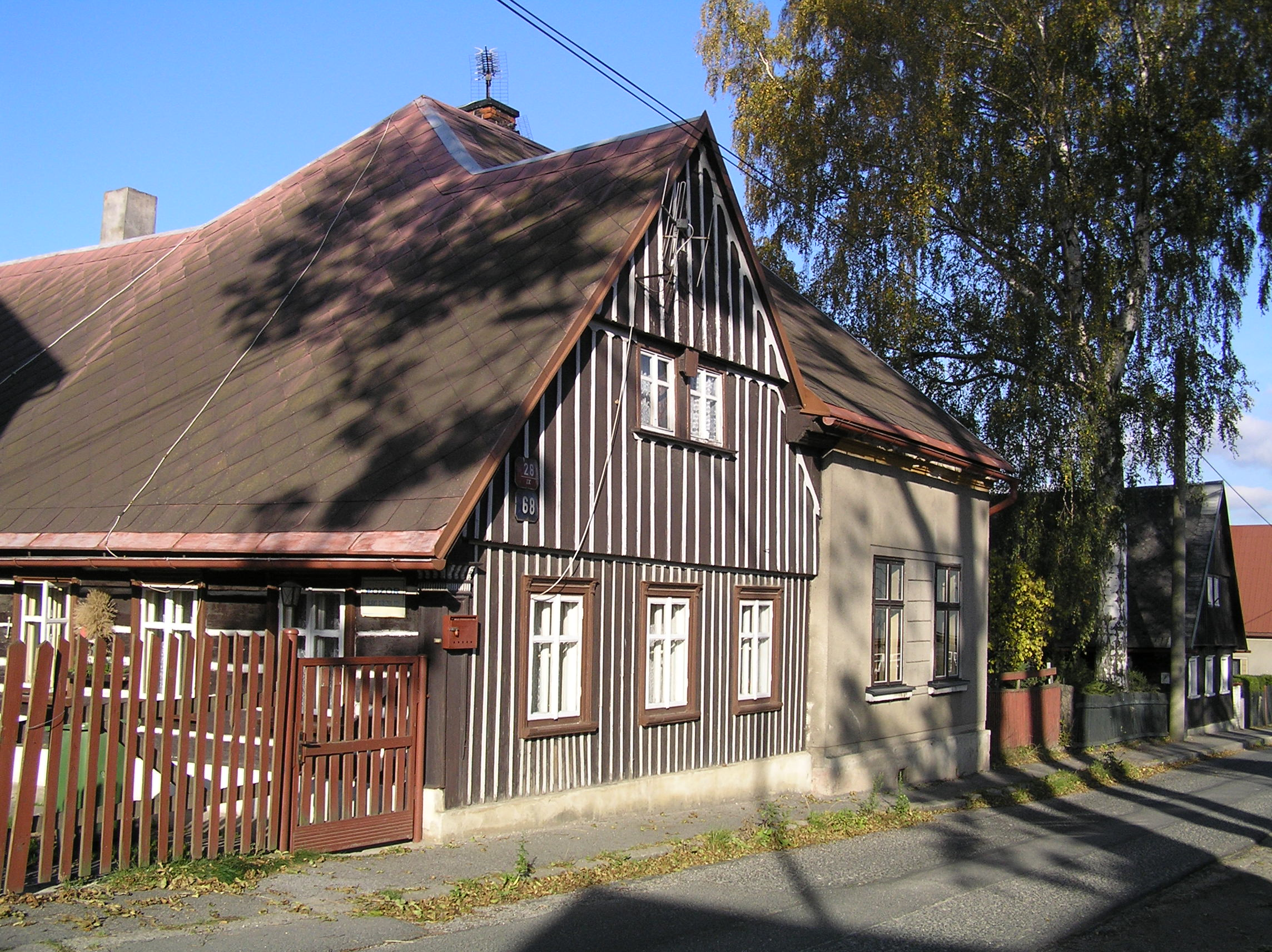
Chalupa v ul. Volgogradská 28/68
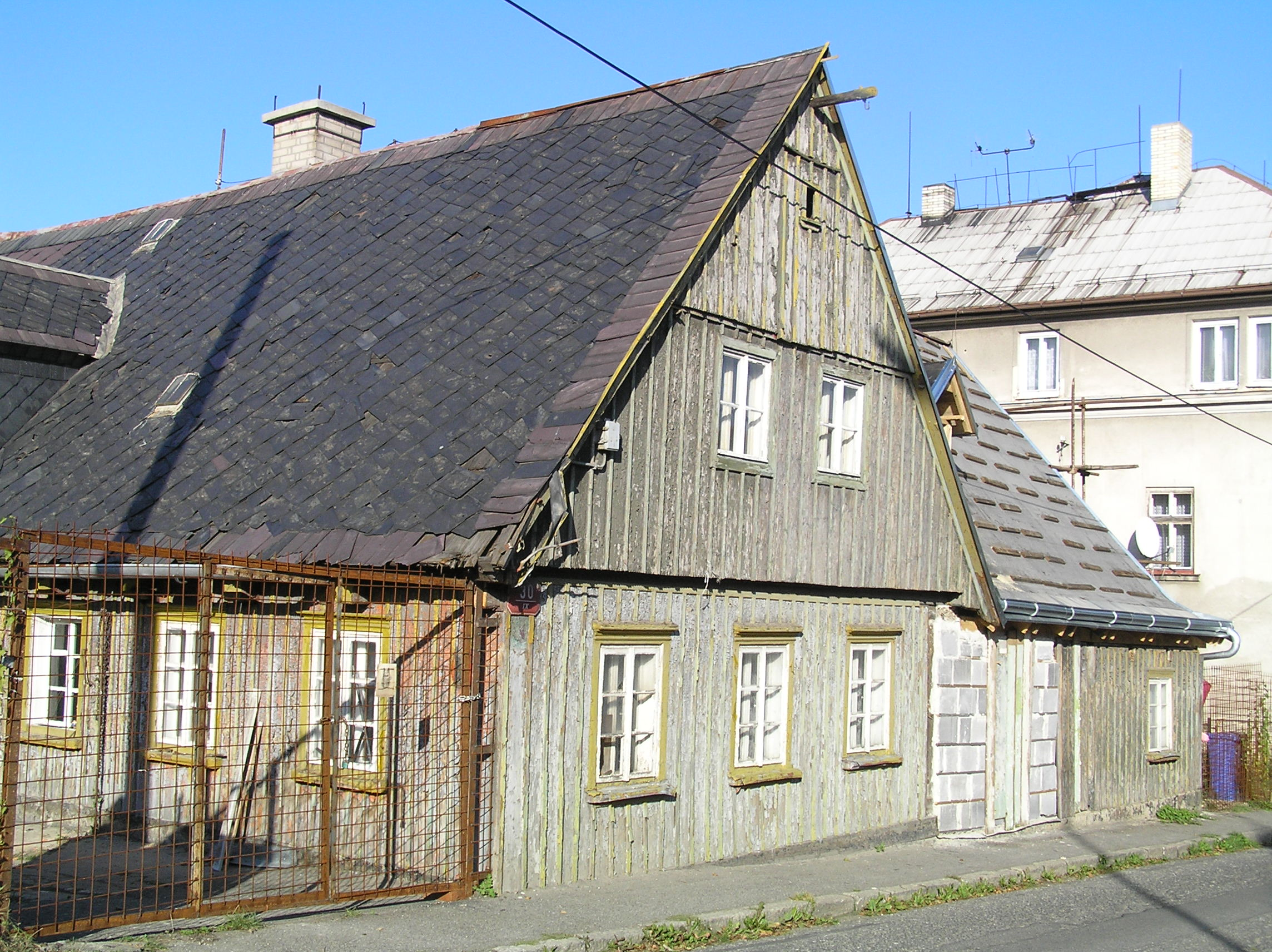
Chalupa v ul. Volgogradská 30/72 (před znehodnocující přestavbou)
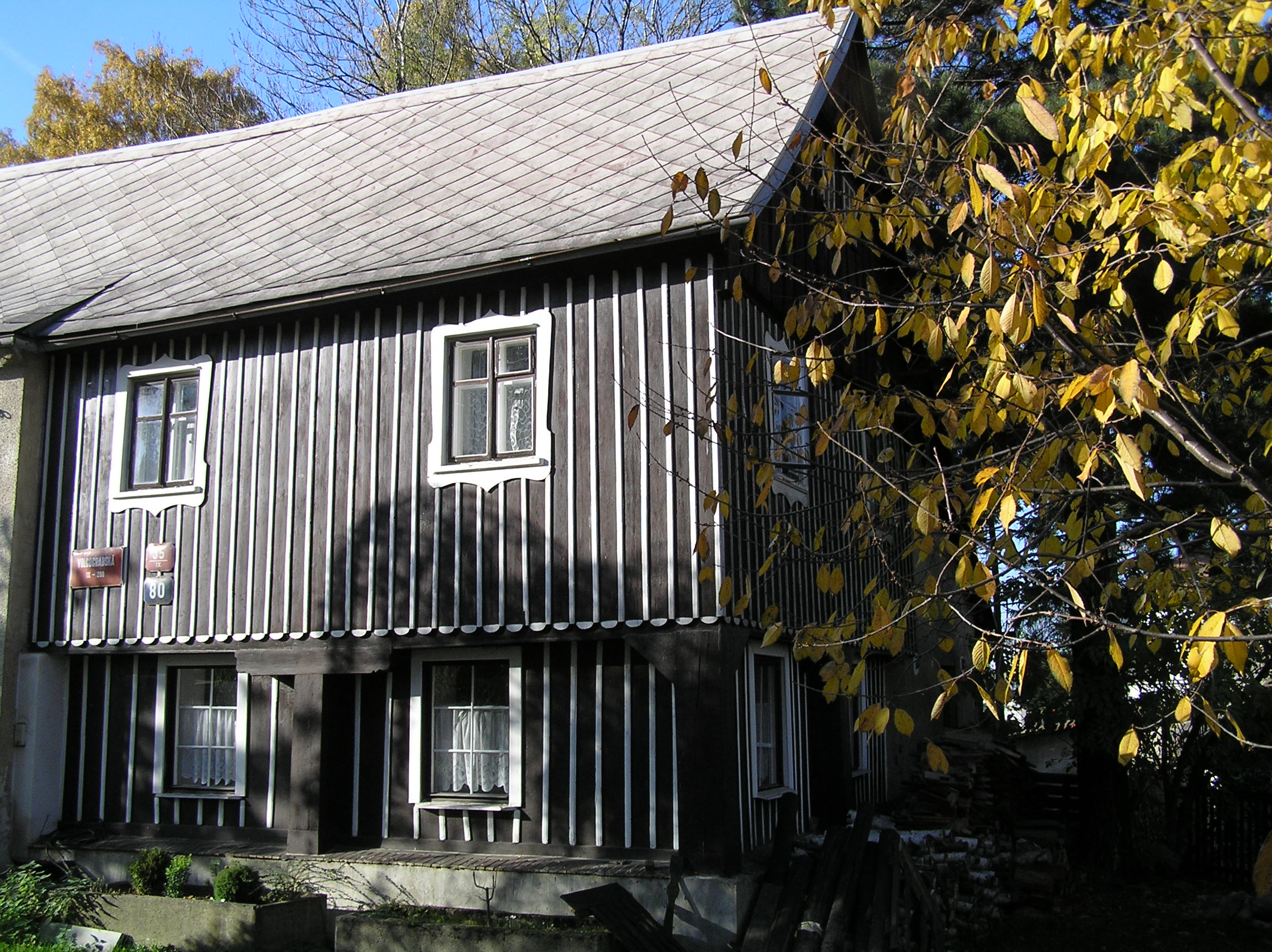
Dům v ul. Volgogradská 35/80
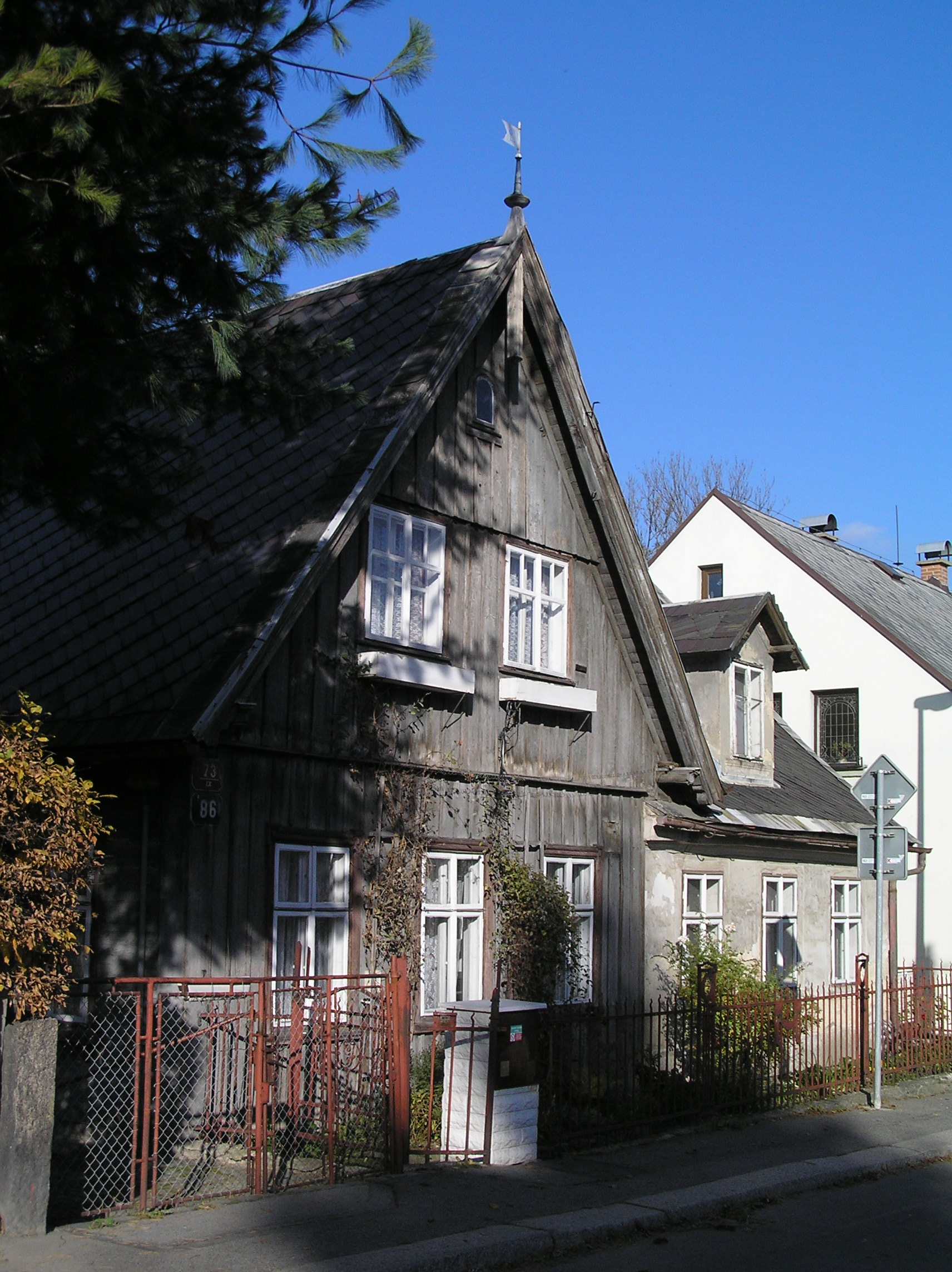
Chalupa v ul. Volgogradská 73/86